# 서하교 (울산)
서하교(西河橋)는 대한민국의 울산광역시 울주군 두서면 서하리를 위치한 서하천의 다리이다. 국도 제35호선(반구대로)와 인보로의 일부 구간이기도 하다. 울산시내버스 308번, 318-1번, 318-2번 등의 운행할 수 있다.

## 좌표
- 북위 35° 38′ 07″ 동경 129° 09′ 32″ / 북위 35.635149°  동경 129.1588°  - 서하교 (신)
- 북위 35° 38′ 09″ 동경 129° 09′ 29″ / 북위 35.6358566°  동경 129.1581498°  - 서하교 (구)

## 같이 보기
- 서하천